# Craspedosoma centrale
Craspedosoma centrale är en mångfotingart som beskrevs av Filippo Silvestri 1898. Craspedosoma centrale ingår i släktet Craspedosoma och familjen knöldubbelfotingar. Inga underarter finns listade i Catalogue of Life.